# テレビ実験室
『テレビ実験室』（テレビじっけんしつ）は、1961年4月9日から1965年4月4日までNHK教育テレビで放送された教養番組である。

## 概要
青少年向け科学実験番組であり、科学番組として初のカラー番組である。
1965年度より帯番組になった『みんなの科学』に統合された。

## 基礎情報
放送時間
- 1961年度：日曜日 18時30分 - 19時
- 1962年度：日曜日 18時 - 18時30分
- 1963年度：土曜日 18時30分 - 19時
- 1964年度：日曜日 18時30分 - 19時

講師
- 下泉重吉